# Duque Aymón
El Duque Aymón de Dordone es un personaje en francés antiguo en la materia de Francia, que aparece en canciones de gesta épica, así como en libros de caballerías italianas, que representan las aventuras de Carlomagno y sus caballeros. Es hijo de Doon de Maguncia, que es el duque de Dordone, a veces asociado con Dordoña, y padre de cuatro hijos, Renaud (Reinold o Rinaldo), Guiscard, Alard, y Richard, que formaban parte de la historia de Les Quatre Fils Aymon o Los cuatro hijos de Aymón.
- Datos: Q3040663